# 别惹猫咪：追捕虐猫者
是2019年美国犯罪纪录片，讲述加拿大谋杀犯卢卡·罗科·马尼奥塔谋杀中国留学生林俊真实经历。影片由马克·路易斯执导，2019年12月18日在Netflix上线。

## 概論
卢卡·罗科·马尼奥塔因在网络上发布虐杀两只宠物猫咪的视频，遭到动物权利者的群起声讨。殊不知，马尼奥塔在舆论声浪中谋杀了中国留学生林俊，引起全球震惊。

## 制作
剧集创意由拉斯维加斯赌场数据分析师迪安娜·汤姆森（Deanna Thomson）和洛杉矶人约翰·格林（John Green）提出。2010年，病毒视频《一男两猫》（1 boy 2 kittens）在Facebook大肆传播，这部片名仿照色情片《两女一杯》的短片，展现了一名男子虐死两只小猫的过程。片中，这名男子将两只小猫放进真空包装，利用真空吸尘器抽空袋中的空气，使两只小猫窒息而死。动物权利者汤姆森和格林随后设立在Facebook设立群组，竭力从视频中找出细节，挖出肇事男子的真实身份。

## 集数
| 集數 | 標題           | 導演        | 編劇        | 上線日期       |
| ---- | -------------- | ----------- | ----------- | -------------- |
| 1    | 猫和老鼠（"Cat and Mouse"）   | 马克·刘易斯 | 马克·刘易斯 | 2019年12月18日 |
| 2    | 杀人博点击（"Killing for Clicks"） | 马克·刘易斯 | 马克·刘易斯 | 2019年12月18日 |
| 3    | 收网（）       | 马克·刘易斯 | 马克·刘易斯 | 2019年12月18日 |

## 评价
汇总媒体烂番茄评论7条，新鲜度57%，平均得分8/10。